# تگزاس (فیلم ۱۳۹۶)
تگزاس فیلمی ایران در ژانر کمدی اکشن به کارگردانی سید مسعود اطیابی، تهیه‌کنندگی سید ابراهیم عامریان و نویسندگی بابک کایدان و میثم کایدان محصول سال ۱۳۹۶ است. این فیلم در تاریخ ۲۹ فروردین ۱۳۹۷ در سینماهای ایران اکران شده است. قسمت دوم این فیلم با نام تگزاس ۲ در سال ۱۳۹۸ اکران شده است. تگزاس ۳ نیز در سال ۱۴۰۳ اکران شد.

## خلاصه داستان
داستان این فیلم دربارهٔ دو دوست به نام بهرام (پژمان جمشیدی) و ساسان (سام درخشانی) است. ساسان در برزیل زندگی کرده و بهرام نیز می‌خواهد مقیم برزیل شود. برای همین تصمیم می‌گیرد سرپرستی یک کودک برزیلی به نام دنیل که نام مادر آن لارا است را به عهده بگیرد که و در ازای آن به ساسان پول هنگفتی بدهد. برادر آلیس (نامزد ساسان(گابریلا پتری) به یک گنگستر بزرگ به نام کارلوس بدهکار است و در ازای پول می‌خواهد آلیس با آن ازدواج کند ساسان هم می‌خواهد پول بهرام را صرف بدهی همسر خود کند ولی بهرام پولی ندارد در همین حال بهرام در یک قرعه کشی پوشک بچه مبلغ یک میلیون دلار برنده می‌شود ولی چون به صورت اتفاقی پله ستاره فوتبال جهانی را می‌زند و فرار می‌کند تحت تعقیب پلیس برزیل و همین‌طور افراد کارلوس قرار می‌گیرد. افراد کارلوس آلیس را می‌گیرند و بهرام و ساسان برای نجات آلیس دست به دامن دایی هوشنگ یاکوزا یا هوشنگ شمشیری (حمید فرخ‌نژاد) می‌شوند در نهایت به جزیره تگزاس می‌روند تا آلیس را نجات دهند ولی خودشان هم گیر می‌افتند و دایی هوشنگ پلیس را خبر می‌کند و کارلوس و نوچه‌هایش را دستگیر می‌کنند و همگی برای در امان بودن از دست کارلوس تصمیم می‌گیرند به ایران برگردند در نهایت بهرام جایزه بزرگ خود را می‌گیرد و با هم به ایران می‌روند. بعد کارلوس پس از آزادی از زندان تصمیم می‌گیرد که به دنبال آنها به ایران برود.

## بازیگران
| بازیگر         | نقش                              |
| -------------- | -------------------------------- |
| سام درخشانی    | ساسان کریمی                      |
| پژمان جمشیدی   | بهرام کشکولی                     |
| گابریلا پتری   | آلیس                             |
| حمید فرخ‌نژاد   | هوشنگ شمشیری (دایی هوشنگ یاکوزا) |
| توگان تی شی را | کارلوس                           |
| آدریانو تولوزا | لوئیس                            |
| تی آگو متوس    | گنده بک                          |
| فرانسین لیما   | هانیکو                           |
| پله نیکانور    | ادسون آرانتس دو ناسیمنتو (پله)   |
| لی بوم بوم     | لارا                             |
| موحد شادرو     | کامران                           |